# بيل هوستيد
بيل هوستيد (بالإنجليزية: Bill Husted)‏ هو لاعب كرة قاعدة أمريكي، ولد في 11 أكتوبر 1866 في غلوستر في الولايات المتحدة، وتوفي بنفس المكان في 17 مايو 1941.

## وصلات خارجية
- بيل هوستيد على موقعبيزبول رفرنس.كوم (الدوري الرئيسي) (الإنجليزية)
- بيل هوستيد على موقعبيزبول رفرنس.كوم (الدوري الثانوي) (الإنجليزية)